# Contea di Nelson (Kentucky)
La contea di Nelson in inglese Nelson County è una contea dello Stato del Kentucky, negli Stati Uniti. La popolazione al censimento del 2020 era di 48 065 abitanti. Il capoluogo di contea è Bardstown